# HŽRK Međugorje
HŽRK Međugorje je bosanskohercegovački rukometni klub iz Međugorja. Muška sekcija je HRK Međugorje.

## Vanjske poveznice
- Službene klupske stranice